# Márcio Vaccari
Márcio Vaccari (Lorena, 22 de agosto de 1966) é um cineasta, ator, roteirista, poeta, músico e escritor brasileiro.
Nascido no interior de São Paulo, na região do Vale do Paraíba, tornou-se conhecido por suas composições musicais, realizando parcerias com grandes nomes da música brasileira, como Júlio Barroso, Guilherme Arantes e Leoni, além de trabalhos no audiovisual, participando de novelas, filmes e comerciais de TV.
Sua música de maior sucesso é Perdidos na Selva, composta em parceria com Júlio Barroso e Guilherme Arantes, e gravada originalmente pela banda brasileira Gang 90 e as Absurdettes, no álbum Essa tal de Gang 90 & As Absurdettes, de 1983. A obra se destacou no MPB-Shell, festival de música organizado no teatro Fênix, no Rio de Janeiro, no ano de 1981, e patrocinado pela multinacional petrolífera Shell. Posteriormente, a música foi utilizada como trilha sonora da telessérie Malhação, da TV Globo, em sua 17ª temporada. Outra parceria de Márcio Vaccari com Júlio Barroso, o criador do grupo Gang 90, é a música Telefone, também presente no álbum homônimo de 1983.
No audiovisual, destacam-se, além de suas obras no campo publicitário, seus trabalhos produzidas para internet, como a série de entrevistas que dirigiu no programa A Gema do Novo, reunindo uma vasta coleção de artistas da cena independente paulistana, como Mário Bortolotto, Paulão de Carvalho (da banda Velhas Virgens), Edvaldo Santana e Paulo de Tharso, nos mais diversos seguimentos, como teatro, música, cinema, artes plásticas, etc.
Em suas obras cinematográficas sempre adotou um estilo autoral, com uma estética que mistura artes plásticas e poesia. Sua obra de maior destaque é o curta metragem ''Mídia, a Grande Mentira'', que apresenta uma ácida crítica ao poder da mídia sobre o pensamento da população. A obra possui inspiração no expressionismo alemão e serviu como referência para criação de teses de conclusão de curso em universidades.
Em 2013 passa a integrar o elenco do coletivo de comédia Vale Humor.